# Biechtstoel

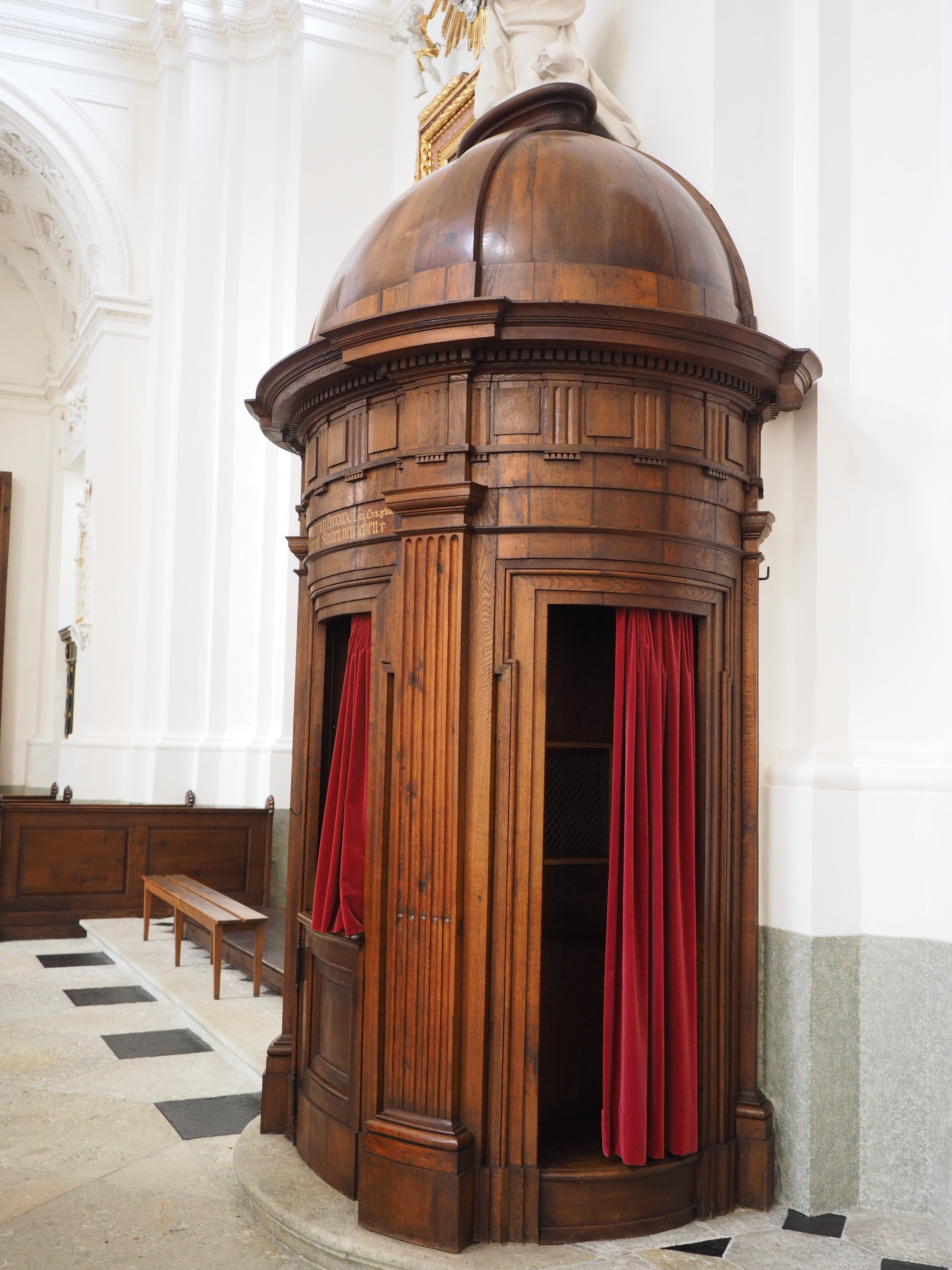
Biechtstoel in Solothurn, Zwitserland

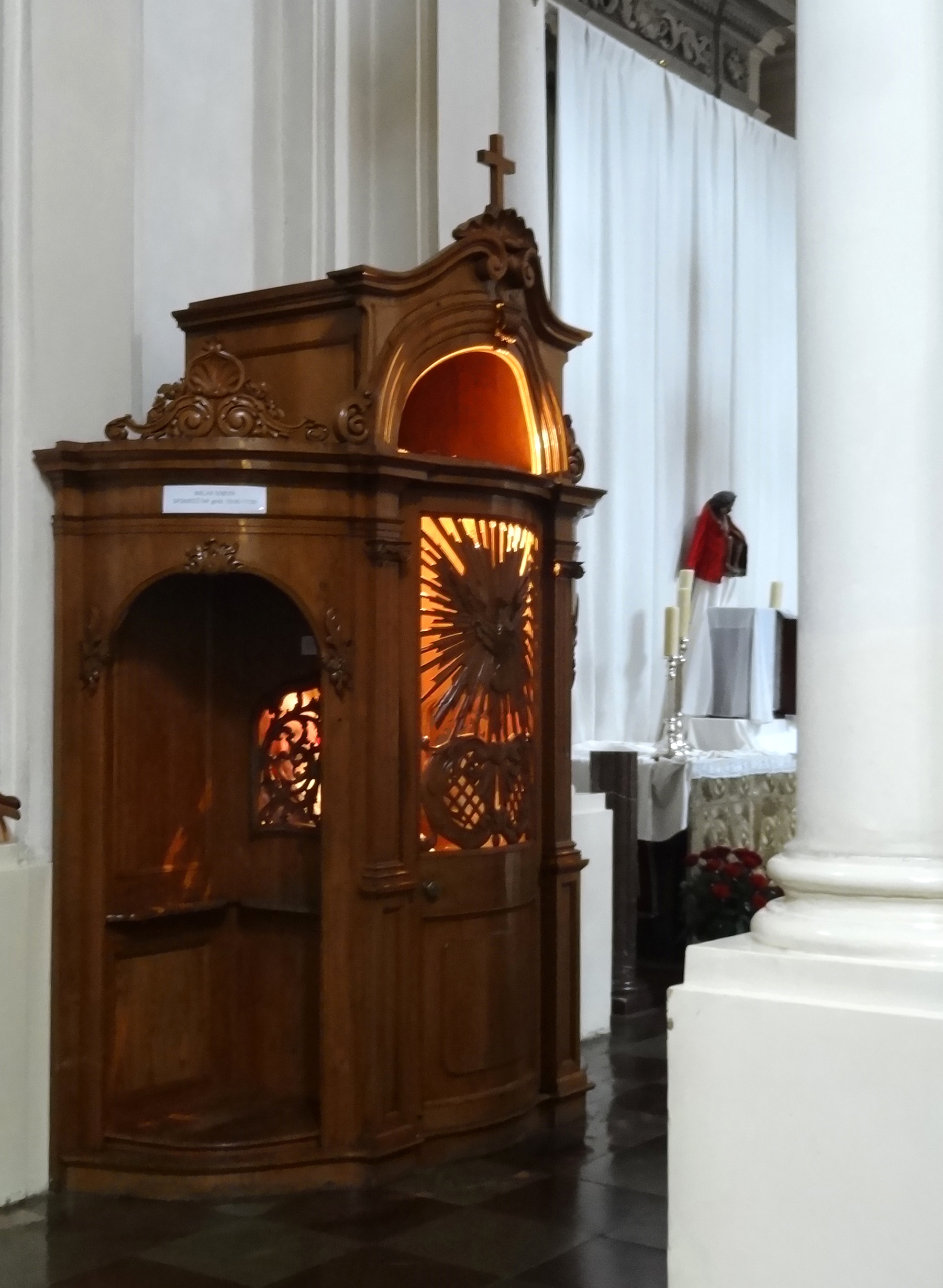
Een houten biechtstoel in Warschau met het licht aan, wat aangeeft dat de priester binnen klaar is om te horen biechten

Een biechtstoel is een meubel dat in kerken wordt aangetroffen en waarin de biecht wordt afgenomen. De biechtstoel is vooral in rooms-katholieke kerken in gebruik.
Meestal bestaat de biechtstoel uit twee delen, gescheiden door een rooster of gordijn. Het is de bedoeling dat de biechteling anoniem blijft, zijn ruimte is dan ook duister zodat de priester als biechtvader hem niet kan herkennen. De priester zit aan de ene kant, de biechteling knielt aan de andere kant.
Soms zit de priester in het midden en kan aan weerszijden een biechteling plaatsnemen; terwijl de een biecht wacht de ander op zijn beurt. In dat geval wordt het rooster aan de niet-gebruikte zijde met een schuifje afgesloten.
Een biechtstoel kan ook uit twee ingemetselde kamertjes bestaan.
Biechtstoelen werden geïntroduceerd na het Concilie van Trente en in de beginjaren van de 17e eeuw werden overal biechtstoelen geplaatst waarin de biechteling niet enkel werd afgescheiden van de priester, maar ook van de andere biechtelingen.
Sedert de jaren 60 van de 20e eeuw kan het ook voorkomen dat de priester en de biechteling samen in een gewone kamer plaatsnemen, gescheiden door een gordijn vanwege de anonimiteit. Het is verder geen vereiste meer dat de biechteling knielt, hij mag ook op een stoel zitten.
De moderne techniek maakt het mogelijk met lampjes aan te geven of de biechtstoel bezet is. Een groen lampje betekent dat de priester aanwezig en beschikbaar is, een rood lampje dat hij bezet is. In het laatste geval wordt van anderen verwacht dat ze enige afstand bewaren, zodat ze de gesprekken niet kunnen horen.